# Sainte-Ouenne
Sainte-Ouenne – miejscowość i gmina we Francji, w regionie Nowa Akwitania, w departamencie Deux-Sèvres.
Według danych na rok 1990 gminę zamieszkiwały 523 osoby, a gęstość zaludnienia wynosiła 45 osób/km² (wśród 1467 gmin regionu Poitou-Charentes Sainte-Ouenne plasuje się na 540. miejscu pod względem liczby ludności, natomiast pod względem powierzchni na miejscu 748.).